# Bower House
Bower House est un manoir palladien classé Grade I à Havering-atte-Bower, en Angleterre .

## Histoire
Il est construit en 1729 par Henry Flitcroft . L'écurie est classée séparément au grade I . Il incorpore des éléments architecturaux récupérés des ruines du palais Havering. Il est une maison privée jusqu'en 1976, date à laquelle il est acheté par la Ford Motor Company . Il est actuellement utilisé comme centre de formation chrétienne  et fait partie du week-end Open House London .